# Ulrich Beer
Ulrich Beer (* 11. Februar 1932 in Langlingen; † 11. Mai 2011 in Eisenbach-Oberbränd) war ein deutscher Psychologe.

## Leben
Ulrich Beer besuchte in Hannover das Ratsgymnasium und studierte Psychologie und Philosophie an der Friedrich-Alexander-Universität Erlangen-Nürnberg sowie Zoologie an der Rheinischen Friedrich-Wilhelms-Universität Bonn. Während seines Studiums an der Universität Erlangen trat er im Sommersemester 1950 der CStV Uttenruthia Erlangen bei, einer Studentenverbindung des Schwarzburgbundes. In Bonn wurde er 1955 mit der Arbeit Die Ausdruckstheorie von Charles Darwin und ihre Kritik. Ein Beitrag zur ausdruckswissenschaftlichen Problemgeschichte zum Dr. phil. promoviert. Er war Erzieher in einem Jugendwohnheim und wurde 1957 Leiter des Internats Jagdschloss Einsiedel  bei Tübingen. Er war Dozent an der Evangelischen Schule für Heimerziehung in Reutlingen und machte sich 1966 als Psychologe selbständig. An der Ruprecht-Karls-Universität Heidelberg hatte er seit 1970 einen Lehrauftrag inne; 1989 wurde er zum Professor ehrenhalber ernannt. Er war Sachverständiger für Jugendhilferecht und psychologischer Berater und Kommentator bei den TV-Sendungen Ehen vor Gericht und Von Mensch zu Mensch.
Beer verfasste, teils zusammen mit seiner zweiten Ehefrau, der Psychologin und Autorin Roswitha Stemmer-Beer (* 1943 Stuttgart), zahlreiche Wissenschafts- und Sachbuchpublikationen; bekannt war er als Vortragsreisender. Er war Kolumnist der Zeitschrift Chrismon. Seit 2010 wird der Förderpreis der Ulrich-Beer-Stiftung verliehen. Ulrich Beer starb nach langer schwerer Krankheit am 11. Mai 2011 im Alter von 79 Jahren in Eisenbach (Hochschwarzwald).
Ulrich Beer ist Vater von fünf Kindern.

## Veröffentlichung (Auswahl)
- Besser leben – mit weniger. So meistern sie Lebenskrisen. Herder Verlag, Freiburg 1982, ISBN 978-3-4510-7971-9.